# (777) Гутенберга
(777) Гутенбе́рга (лат. Gutemberga) — астероид внешней части главного пояса. Был открыт 24 января 1914 года немецким астрономом Францем Кайзером в Гейдельбергской обсерватории и назван в честь изобретателя книгопечатания Иоганна Гутенберга.

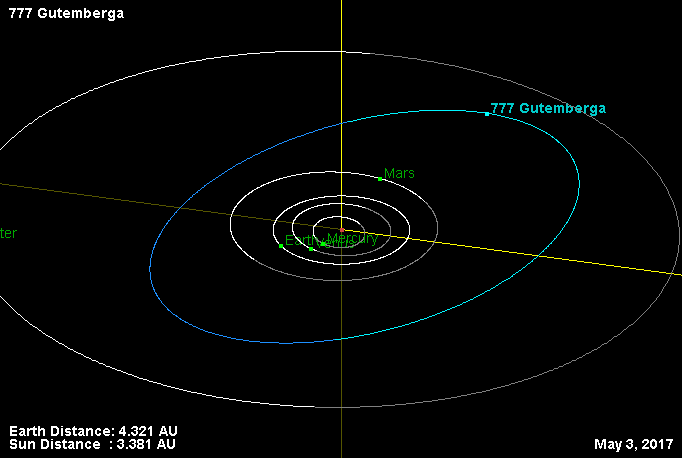
Орбита астероида Гутенберга и его положение в Солнечной системе

Путём фотометрических измерений в обсерватории Майнца в феврале 2001 года установлено, что Гутенберга имеет период вращения 12 часов 53 минуты (12,88 часа). Амплитуда изменений блеска от минимума (13,75m) до максимума (13,5m) на момент наблюдений составляла примерно 0,25m В 2015 году период вращения был уточнён: 12,849 ± 0,0081 часа. Этот период в пределах ошибки согласуется с измеренным в 2018 году: 12,838 ± 0,006 часа